# Ellen Stofan
Ellen Renee Stofan (24 de febrero de 1961) es la directora del Museo Nacional del Aire y el Espacio de Estados Unidos. Es la primera directora del museo y comenzó su mandato en abril de 2018.
Es la ex científica en jefe de la NASA y se desempeñó como asesor principal del administrador de la NASA Charles Bolden en los programas científicos, la planificación y las inversiones de la agencia. Ella renunció a la NASA en diciembre de 2016. Anteriormente, se desempeñó como vicepresidenta de Proxemy Research en Laytonsville, Maryland, y como profesora honoraria en el departamento de ciencias de la Tierra en el University College London.

## Temprana edad y educación
Es hija de Andrew J. Stofan, un ingeniero de cohetes que trabajó para la NASA en varios puestos, incluido el de director del Centro de Investigación Lewis de la NASA y administrador asociado de la Oficina de la Estación Espacial de la NASA.

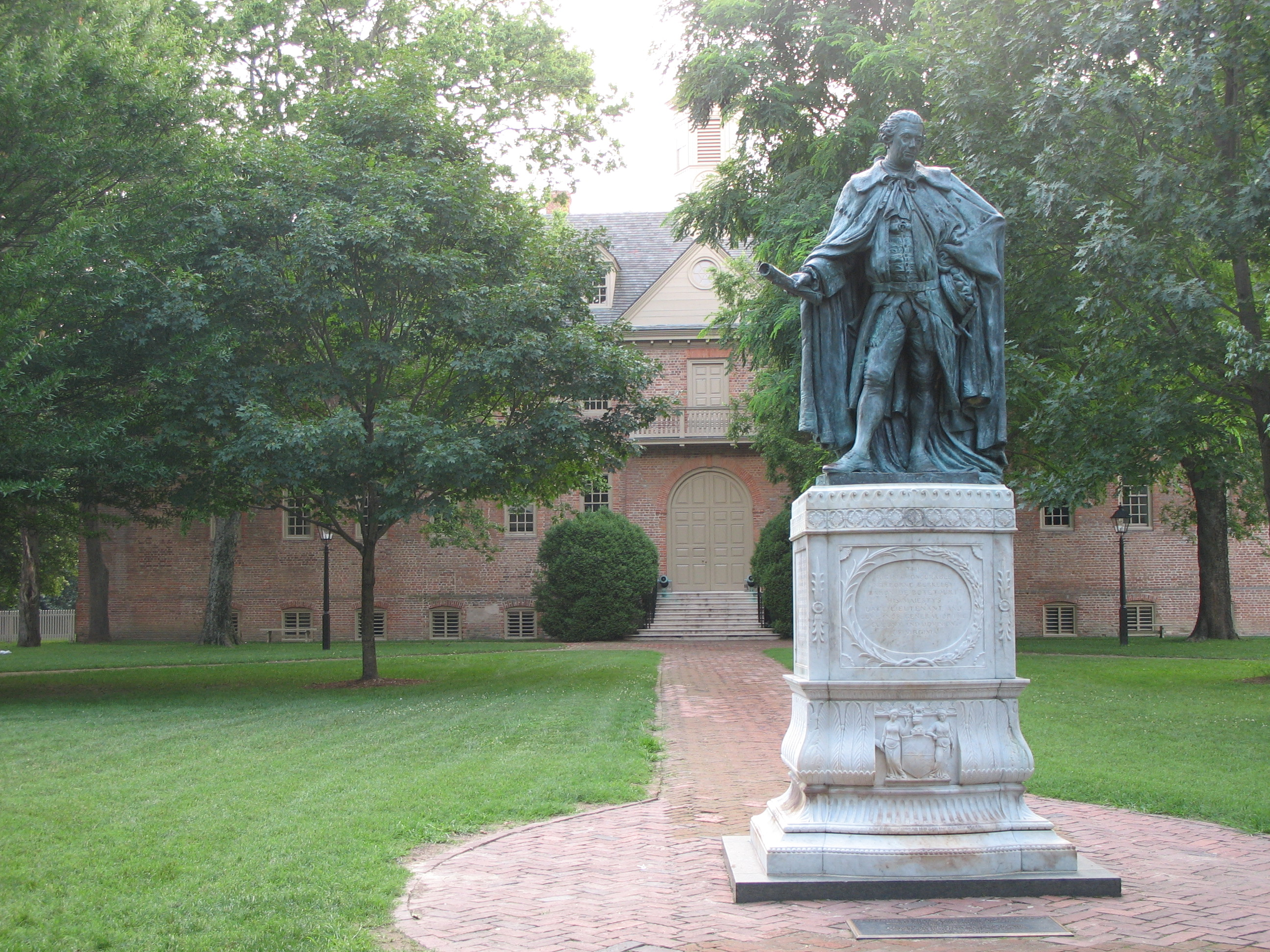
Colegio de William y Mary

Recibió su licenciatura en ciencias en geología del College of William & Mary en 1983 y obtuvo maestrías y doctorados en la Universidad de Brown. Su tesis doctoral, aceptada en 1989, se tituló "Geología de estructuras coronae y domal en Venus y modelos de su origen". 

## Carrera profesional

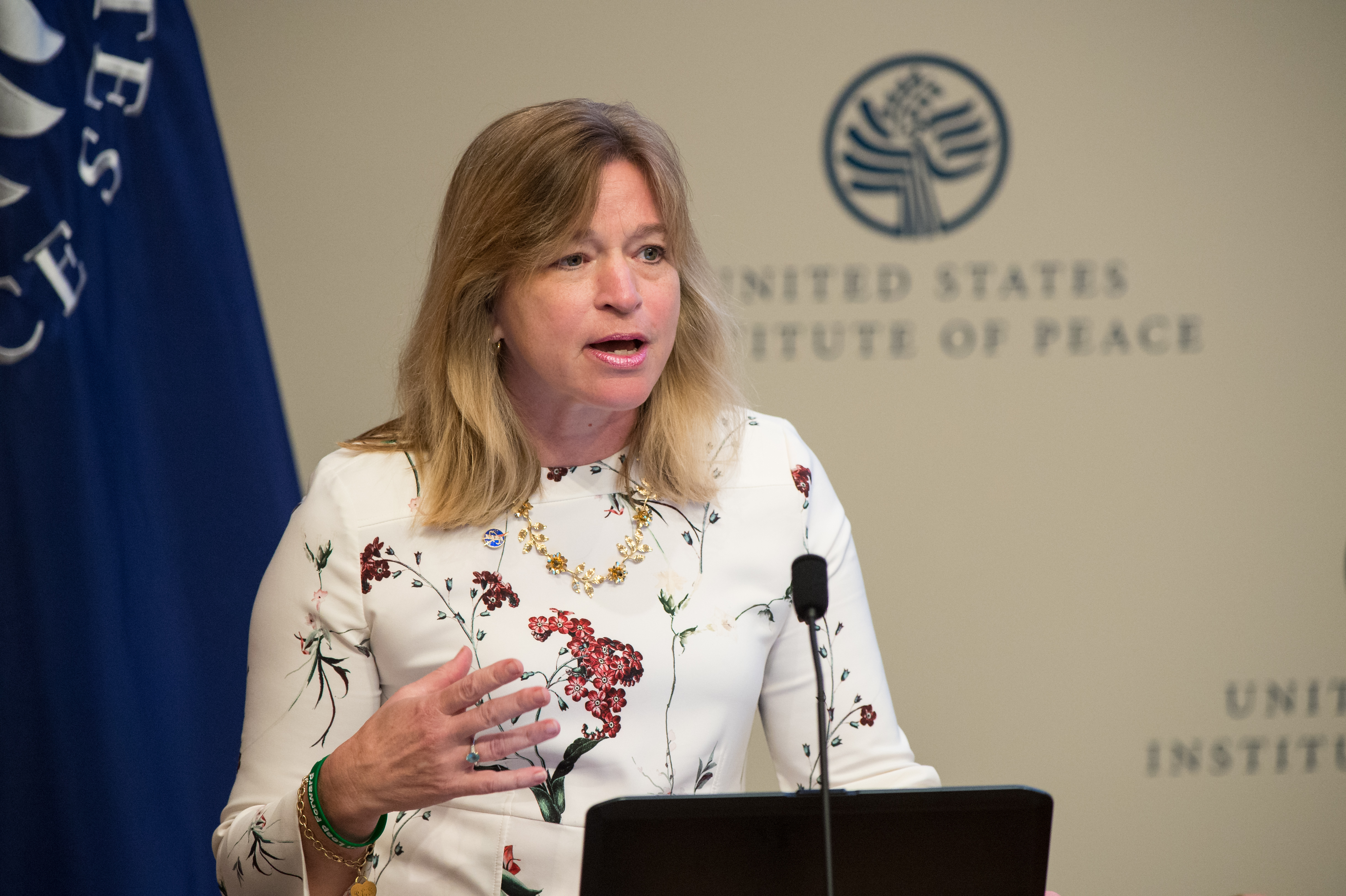
Ellen Stofan

Su investigación se ha centrado en la geología de Venus, Marte, la luna Titán de Saturno y la Tierra. Es miembro asociado de la misión Cassini al equipo de radar de Saturno y co-investigadora de la sonda MARSIS de la misión Mars Express. También fue la investigadora principal del Titán Mare Explorer, una misión propuesta para enviar un módulo de aterrizaje flotante a Titán. Desde 1991 hasta 2000, ocupó varios puestos de científica sénior en el Laboratorio de Propulsión a Chorro de la NASA en Pasadena, California, incluida la científica en jefe del Programa Nuevo Milenio de la NASA, científica adjunta del proyecto para la Misión Magellan a Venus y científica experimental para el radar de imágenes espaciales. C (SIR-C), un instrumento que proporcionó imágenes de radar de la Tierra en dos vuelos del transbordador espacial en 1994. Stofan ha escrito y publicado numerosos artículos profesionales, libros y capítulos de libros, y ha presidido comités, incluido el Panel de Planetas Internos del Consejo Nacional de Investigación para la reciente Encuesta Decadal de Ciencias Planetarias y el Grupo de Análisis de Exploración de Venus.
En noviembre de 2020, fue nombrada miembro del Equipo de Revisión de la Agencia de Transición presidencial de Joe Biden para apoyar los esfuerzos de transición relacionados con la Administración Nacional de Aeronáutica y del Espacio.

## Premios y honores
Entre sus muchos premios, recibió el Premio Presidencial de Carrera Temprana para Científicos e Ingenieros (PECASE) en 1996.

## Publicaciones Seleccionadas
- Stofan, Ellen; Cravens, Thomas E.; Esposito, Larry W., eds. (2007). Exploring Venus as a Terrestrial Planet. American Geophysical Union.
- Stofan, Ellen; Jones, Tom (2008). Planetology: Unlocking the Secrets of the Solar System. National Geographic. ISBN 978-1-4262-0121-9.